# Alexandre de Laborde
Pour les articles homonymes, voir Famille de Laborde, Alexandre de Laborde (1853-1944) et de Laborde.
 (janvier 2020).
Alexandre Louis Joseph, marquis de Laborde, comte de l'Empire, est un archéologue et homme politique français, né à Paris le 17 septembre 1773 et mort dans la même ville le 20 octobre 1842.

## Biographie
Quatrième enfant et second fils de Jean-Joseph de Laborde (1724-1794), richissime banquier de Louis XV, armateur négrier et planteur esclavagiste qui périt sur l'échafaud, et de Rosalie de Nettine (1737-1820), Alexandre de Laborde fit des études chez les Oratoriens au collège de Juilly. Au moment de la Révolution française, il fut envoyé par son père à Vienne, auprès de l'empereur Joseph II, qui, sollicité pour lui trouver un état, et bien que très malade à cette époque, donna des instructions précises pour qu'il fût admis dans l'armée autrichienne. Le 10 décembre 1789, à dix-sept ans, le jeune homme était nommé officier au 3e régiment d'infanterie stationné à Olmuz (Moravie). Nommé capitaine au 6e régiment des chevau-légers en octobre 1791, il se battit l'année suivante contre les armées révolutionnaires françaises, sur les frontières flamande et luxembourgeoise, se signalant par sa générosité à l'égard de ses compatriotes blessés ou prisonniers. En 1795, il prit un long congé pour retrouver sa mère et sa sœur en Suisse, puis son frère en Angleterre. Il rentra ensuite dans l'armée autrichienne dans les rangs des hussards de Kinski, où il se lia intimement avec Neipperg, avant de quitter le service avec le grade de chef d'escadron.
Après avoir voyagé en Allemagne, en Hollande et en Italie, il obtint d'être radié de la liste des émigrés grâce à des certificats de complaisance après la paix de Campo-Formio, en 1797, et put revenir en France, où il entra au ministère des Relations extérieures auprès de Talleyrand, qui le prit sous sa protection. À la même époque, il partageait avec Berthier les faveurs de la marquise Visconti di Borgoratto. C'était alors un homme « aimable, amusant et original », doué d'un charme dont témoigne Félicité de Genlis. Il fut également membre honoraire de la Société d'Encouragement pour l'Industrie Nationale, président honoraire de la Société française de statistique universelle (qui deviendra la Société de statistiques de Paris) et censeur de la Compagnie du Soleil.

### Sous le Consulat et le Premier Empire
Pris d'un goût très vif pour les arts, Laborde voyagea en Angleterre, en Hollande, en Italie et en Espagne. Protégé de Lucien Bonaparte, il fut attaché en 1800 à son ambassade à Madrid. Celle-ci se termina avec la conclusion du traité d'Aranjuez en mars 1801. Lucien et Laborde rentrèrent alors en France. Ce fut par l'intermédiaire de Laborde, dont elle était la maîtresse du moment, que la très belle Alexandrine Jacob de Bleschamp, veuve d'un agent de change, rencontra au château de Méréville, Lucien, qui en tomba éperdument amoureux et qui l'épousa en juin 1803.
Compromis pendant quelque temps par sa participation indirecte à ce mariage, Laborde se consacra à l'édition de grands livres sur l'Espagne. Ayant eu, lors de sa mission diplomatique, la révélation de la beauté et de l'intérêt de ce pays, auquel le rattachaient en outre les origines de sa famille paternelle, il embaucha une équipe d'artistes à la tête de laquelle il séjourna longuement dans la péninsule ibérique. Aidé par une équipe d'auteurs parmi lesquels son ami Chateaubriand, il publia l’Itinéraire descriptif de l'Espagne (1809, 5 vol. et 1 atlas) et le Voyage pittoresque et historique en Espagne (1807-1818, 4 vol. in-folio). Il consacra une grande partie de sa fortune à la seconde de ces publications, réalisée avec beaucoup de soin, d'érudition et d'exactitude, qui contient plus de 900 gravures et un précis d'histoire politique et civile. La guerre de 1808, en entravant la vente de ce livre, compromit la fortune de l'auteur qui, pressé par la nécessité de subvenir aux besoins de sa famille, qu'il entretenait sur un grand pied, se décida à entrer dans l'administration.
Il fut nommé, en 1808, auditeur au Conseil d'État et chevalier de la Légion d'honneur en 1809. La fonction était alors peu prestigieuse, l'auditorat correspondant à une sorte d'école d'administration ou l'Empire formait ses hauts fonctionnaires. Laborde prit sa situation avec humour. On raconte que Napoléon Ier, le croisant un jour aux Tuileries, lui aurait lancé : « Voilà l'aîné de mes auditeurs ! », ce à quoi Laborde aurait répondu : « Oui, Sire, et le cadet de vos soucis ! »
En cette même année 1808, l'Empereur l'emmena avec lui à Madrid, en tant que bon connaisseur de l'Espagne, tandis que sa femme était nommée dame d'honneur de l'impératrice Joséphine. Laborde donna satisfaction dans cette mission et fut créé comte de l'Empire le 9 janvier 1810.
Peu après, il fut envoyé comme secrétaire de la délégation extraordinaire, présidée par le maréchal Berthier, chargée de demander officiellement la main de l'archiduchesse Marie-Louise. Grâce à ses nombreuses relations à Vienne et à sa parfaite connaissance de la langue allemande, Laborde fit merveille dans cette mission délicate. Il parvint à écarter les doutes émis par le clergé viennois sur la régularité du divorce entre Napoléon et Joséphine et à apaiser les inquiétudes sur les risques que pourrait courir en France la petite-nièce de Marie-Antoinette. Il reçut en guise de récompense deux tabatières garnies de diamants et la croix de commandeur de l'ordre de Saint-Étienne. Il profita en outre de sa mission pour effectuer un long voyage dans les États autrichiens et rassembler des matériaux pour un Voyage pittoresque en Autriche, qu'il ne publia qu'en 1821.
À son retour en France, Laborde fut chargé de présider la commission de liquidation des comptes de la Grande Armée, puis placé à la tête du service des Ponts et Chaussées du département de la Seine (1810). Dans ces fonctions, il proposa plusieurs projets d'embellissements de la capitale (établissement de lavoirs publics, création de trottoirs, mise en place de pompes à feu) - détaillés dans un recueil publié à Paris en 1816 - dont plusieurs furent réalisés ultérieurement.
Laborde avait conçu le projet de dresser un inventaire complet des richesses archéologiques de la France et obtenu du comte de Montalivet, ministre de l'Intérieur, qu'il adressât une circulaire aux préfets requérant leur collaboration pour ce faire. L'initiative n'eut pas de suite, l'administration ayant mis de la mauvaise volonté à exécuter une instruction dont elle ne comprenait pas l'enjeu. Laborde tentera de relancer son idée sous la Restauration, mais elle ne fut réellement mise en œuvre que sous le Second Empire.
Officier de la Légion d'honneur en 1813, il fut appelé, la même année (29 janvier), à l'Institut de France (Classe d'histoire et de littérature ancienne) en remplacement du vicomte de Toulongeon. Il se lança dans de très luxueuses publications archéologiques et historiques, illustrées par des artistes de renom, qu'il ne parvint pas à rentabiliser et qui achevèrent, avec ses nombreuses prodigalités, de mettre à mal sa fortune : il fut poursuivi jusqu'à la fin de ses jours par ses créanciers et manqua même d'être emprisonné pour dettes.
Figure de la société impériale, ami intime de la reine Hortense, il passe pour être l'auteur des paroles des romances qu'elle composait sur son pianoforte, comme Le Bon Chevalier, En soupirant j'ai vu naître l'aurore, ou le célèbre Partant pour la Syrie dont le titre initial est Le beau Dunois, sorte d'hymne officiel du Second Empire[réf. nécessaire].
| Le beau Dunois Partant pour la Syrie, Le jeune et beau Dunois, Venait prier Marie De bénir ses exploits : Faites, Reine immortelle, Lui dit-il en partant, Que j'aime la plus belle Et sois le plus vaillant. Il trace sur la pierre Le serment de l'honneur, Et va suivre à la guerre Le Comte son seigneur ; Au noble vœu fidèle, Il dit en combattant : Amour à la plus belle, Honneur au plus vaillant. | On lui doit la Victoire. Vraiment, dit le seigneur ; Puisque tu fais ma gloire Je ferai ton bonheur. De ma fille Isabelle, Sois l'Époux à l'instant, Car elle est la plus belle, Et toi le plus vaillant. À l'Autel de Marie, Ils contractent tous deux Cette union Chérie Qui seule rend heureux. Chacun dans la chapelle Disait en les voyant : Amour à la plus belle, Honneur au plus vaillant. |

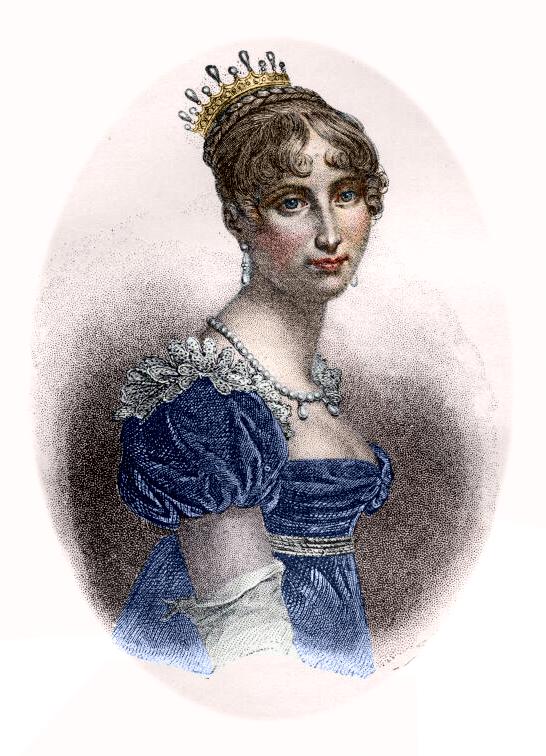
Hortense de Beauharnais.

Il fut maire de Méréville de 1805 à 1814.

### Sous la Restauration
Adjudant-major de la garde nationale en 1814, il exerça quelque temps le commandement du Palais des Tuileries et reçut la mission de se rendre au camp russe sous Paris, dans la nuit du 31 mars, pour y négocier la capitulation de la garde nationale. Louis XVIII le nomma alors colonel d'état-major et chevalier de l'ordre royal et militaire de Saint-Louis. Ce fut à cette époque qu'il releva le titre de marquis de Laborde qui fut ensuite porté par les ainés de ses descendants.
Sans emploi durant les Cent-Jours, il ne se rallia pas à Napoléon mais se rendit en Angleterre pour y étudier la méthode d'enseignement mutuel populaire dite « Lancaster », dont il se fit à son retour, sous la Seconde Restauration, l'actif propagateur en France, notamment en qualité de secrétaire de la Société centrale d'enseignement mutuel. À la même époque, il appuya les efforts du colonel Amoros pour promouvoir la pratique de la gymnastique dans les écoles. Précurseur du syndicalisme, il soutint également « l'esprit d'association dans la communauté ». Il milita enfin pour les causes nationales en Grèce et en Pologne.
Il fut nommé à l'Académie des inscriptions et belles-lettres par l’ordonnance royale du 21 mars 1816, à la faveur de la réorganisation de l'Institut de France.
Il put terminer en 1818 son Voyage en Espagne et entra au Conseil d'État comme maître des requêtes. Élu député du collège de département de la Seine le 17 mai 1822, il siégea au centre gauche et combattit les systèmes financiers du ministère, les lois restrictives de la liberté, et s'opposa vivement à la guerre d'Espagne, surtout par la raison qu'il serait impossible de ravitailler la cavalerie. Un journal de l'époque résuma son opinion dans cette formule : « Foin de la guerre d'Espagne ! » Cette attitude indépendante le fit radier du Conseil d'État avant de lui valoir, aux élections du 25 février 1824, grâce aux efforts de l'administration, un échec dans le 6e arrondissement de Paris. Il participa alors à la création du comité philhellène de Paris. Il profita de son loisir pour effectuer, en compagnie de son fils, un long voyage de près de quatre ans en Italie, en Grèce, en Asie mineure, en Palestine et en Égypte, dont il rédigea une relation restée inédite.
Il apprit à Alexandrie, en février 1828, qu'il avait été réélu député le 24 novembre 1827 par le grand collège de la Seine. Il laissa son fils poursuivre seul le voyage et rentra aussitôt à Paris. Son mandat lui fut renouvelé le 19 juillet 1830. Le ministère Martignac lui avait rendu son siège au Conseil d'État. Alexandre de Laborde, qui réunissait dans son salon la fraction libérale de la Chambre, entra dans l'opposition au ministère Polignac, s'opposa à l'expédition d'Alger (1830) et signa l'adresse des 221. Dans la soirée du 26 juillet, il réunit chez lui une quinzaine de députés libéraux, puis, le lendemain, se mit à la tête du mouvement populaire, monta sur les barricades avec enthousiasme, revêtu d'un uniforme de fantaisie, suivi de son valet de chambre Lucien, et se fit acclamer dans les bureaux du National, comme le raconte Chateaubriand.
En 1826, avec sa sœur Nathalie, il reçoit comme ayant droit de son père, 350 000 francs or d'indemnités haïtiennes (équivalents à 1,7 million de dollars de 2022) en compensation de pertes déclarées en Haïti. Fervent abolitionniste, Alexandre de Laborde s'étonne de la hauteur du montant de l'indemnité, l'estimant surévaluée.

### Sous la monarchie de Juillet

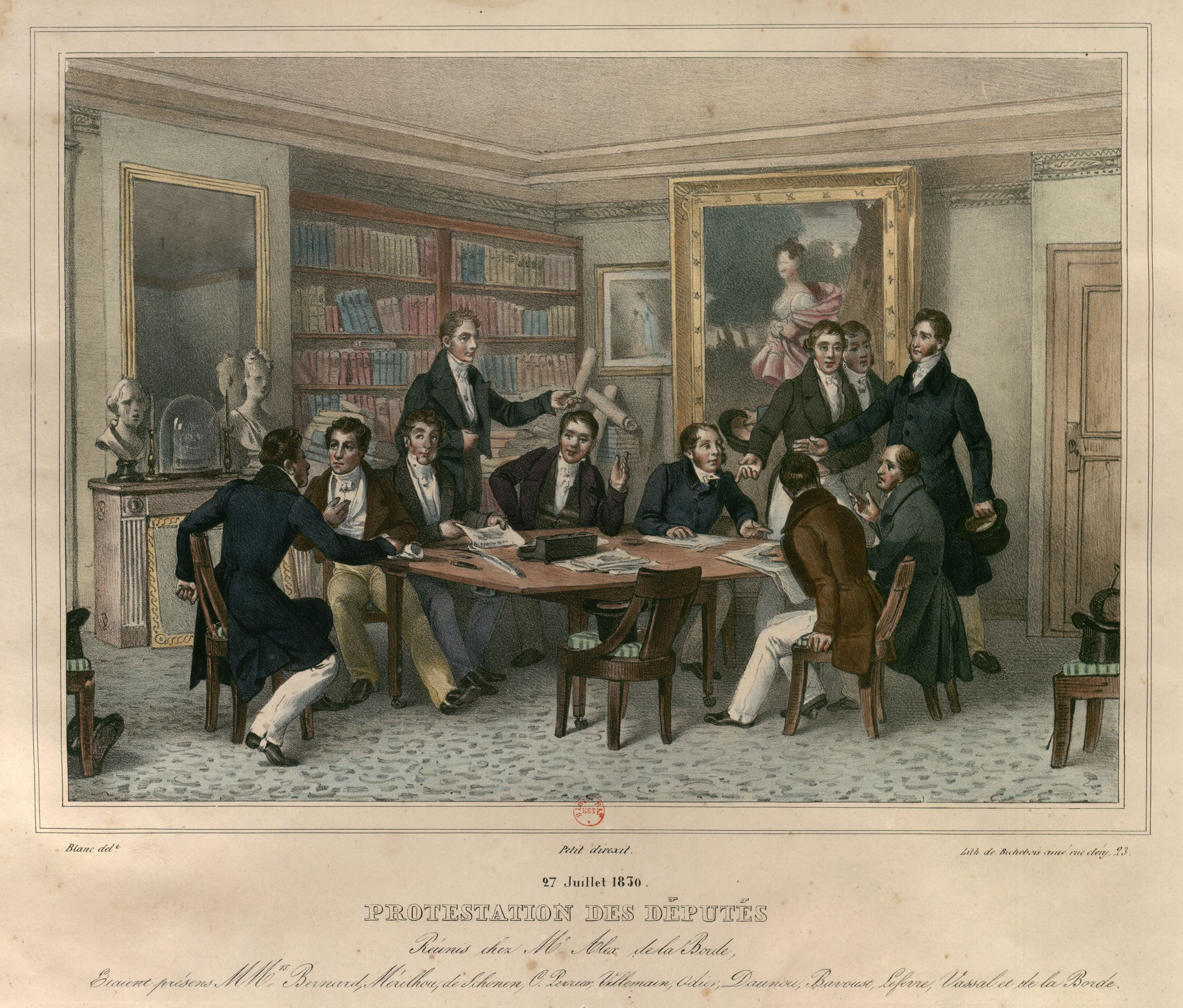
Protestation des députés réunis chez Alexandre de Laborde, le 27 juillet 1830.

Lors des événements de juillet 1830, il se montre entreprenant : le 27, chez lui, au matin, quelques députés se réunirent et soutinrent l’insurrection comme un « devoir » puis se prolongea chez Casimir Perrier, où les députés furent plus nombreux pendant l’après-midi. Le 28 lors de la réunion qui eut lieu chez M. Audry de Puyraveau, il s’opposa à Guizot qu’il trouvait trop pâle, et soutint que seule la révolte pouvait défendre la Charte de l’attaque menée contre elle par Polignac. Il fut l’instigateur de la révolte des Écoles (comme celle de l’école de droit.) Lorsque l’Hôtel de ville fut pris, il proposa que les députés s’y conduisirent avec MM. Mauguin, Laffitte, Schonen, Chardel et Lafayette. 

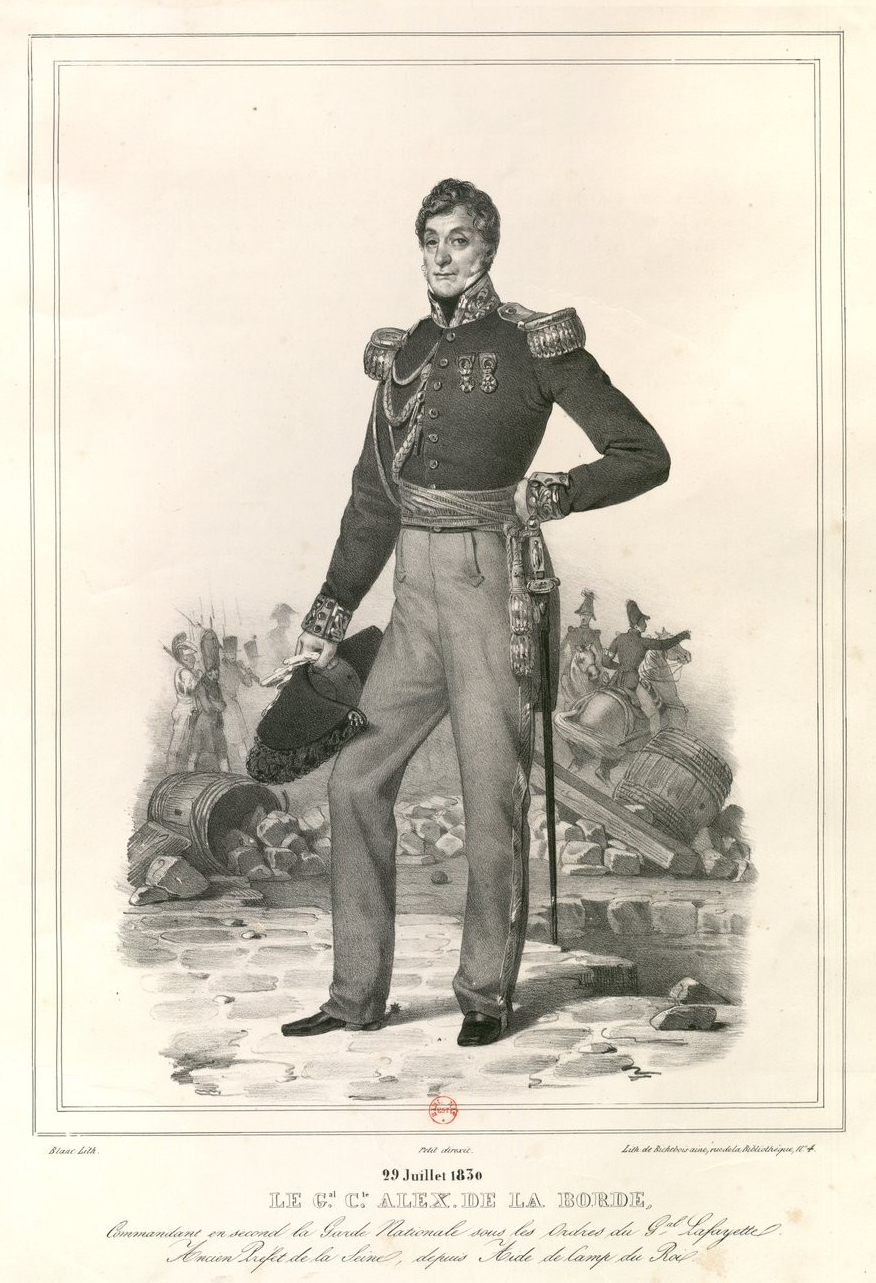
29 juillet 1830 : Le général-comte Alexandre de La Borde, commandant en second de la Garde nationale sous les ordres du général Lafayette.

Nommé préfet de la Seine le 29 juillet 1830 par la Commission municipale de Paris, il ne resta que peu de temps à ce poste qu'il quitta le 20 août et fut nommé conseiller d'État, commandeur de la Légion d'honneur, général de brigade de la garde nationale et aide de camp de Louis-Philippe. Il perdit brièvement ses fonctions en 1831 pour avoir adhéré à une société patriotique d'inspiration républicaine, mais ne tarda pas à les recouvrer grâce à la bienveillance du roi.
En raison de sa nomination au Conseil d'État, il dut se représenter devant ses électeurs, non sans avoir refusé la pairie car il souhaitait continuer de siéger au Palais Bourbon, où il fut réélu le 28 octobre 1830. Les électeurs du 7e arrondissement de Paris le renvoyèrent successivement à la Chambre le 5 juillet 1831, puis le 21 juin 1834. Le même jour, il fut également élu par le 4e collège de Seine-et-Oise (Étampes). Il opta pour Étampes où il fut réélu le 4 novembre 1837 et le 2 mars 1839. Il donna sa démission en 1841 et fut remplacé, le 7 mai, par son fils, Léon de Laborde.
Pendant les années qu'il siégea à la Chambre où il fut l'une des figures du centre gauche, évoluant d'ailleurs plus nettement vers la gauche sur la fin de sa vie, il se montra partisan de mesures libérales, demanda notamment l'adjonction des capacités aux conseils généraux. Il remplit, à partir de 1831, les fonctions de questeur ce qui lui permit de disposer d'un appartement de fonctions au Palais Bourbon.
En décembre 1834, il fait partie des vingt-sept fondateurs de la Société française pour l'abolition de l'esclavage.
Il fut régulièrement consulté par Louis-Philippe, qui appréciait son esprit, notamment sur plusieurs projets importants tels que l'érection de l'obélisque de Louxor sur la place de la Concorde ou la transformation du château de Versailles en musée de l'histoire de France. Familier du souverain, il manqua d'ailleurs être tué lors de l'attentat de Fieschi en juillet 1835.
L'une des personnalités les plus en vue de la monarchie de Juillet, ami des peintres Ary Scheffer et Horace Vernet, du violoniste Paganini, de la comtesse de Boigne, des Girardin, Greffulhe, Broglie, du vieux prince de Ligne, il était célèbre par son esprit, répondant par exemple, lors d'un dîner à une personne qui le mettait en garde contre les propos qu'il tenait devant ses domestiques, car ceux-ci pourraient les répéter à la police : « Ah ! les pauvres gens ! si j'en étais sûr, j'en dirais bien davantage pour leur faire gagner un peu d'argent. »
Franc-maçon, il appartient aux loges, « Sainte Caroline », « Les Neuf Sœurs », « les Trinosophes », « les Trois Jours ». À la mort du comte Rampon, le choix du Grand Orient de France se porte sur lui. Son image d'homme de progrès, sa grande connaissance de la franc-maçonnerie le font apparaitre comme le meilleur candidat, il est élu grand-maître adjoint du Grand Orient de 1835 à 1842. Il fut également élu membre de l'Académie des sciences morales et politiques (4e section : Économie politique et Statistique) lors de sa recréation le 27 octobre 1832.
À la fin de sa vie, harcelé par ses créanciers, il accepte, en octobre 1840, l'invitation à Florence du grand-duc de Toscane, Léopold II, puis voyage à Athènes et à Rome et revient à l'été 1842 à Paris, où il meurt le 20 octobre, dans un modeste hôtel garni de la rue Saint-Lazare. Il est enterré dans le cimetière de l'église Saint-Pierre-de-Montmartre, aux côtés de sa mère. Des éloges funèbres sont prononcés sur sa tombe par le comte Beugnot pour l'Académie des inscriptions et belles-lettres et par Hippolyte Passy pour l'Académie des sciences morales et politiques.

### Mariage et descendance

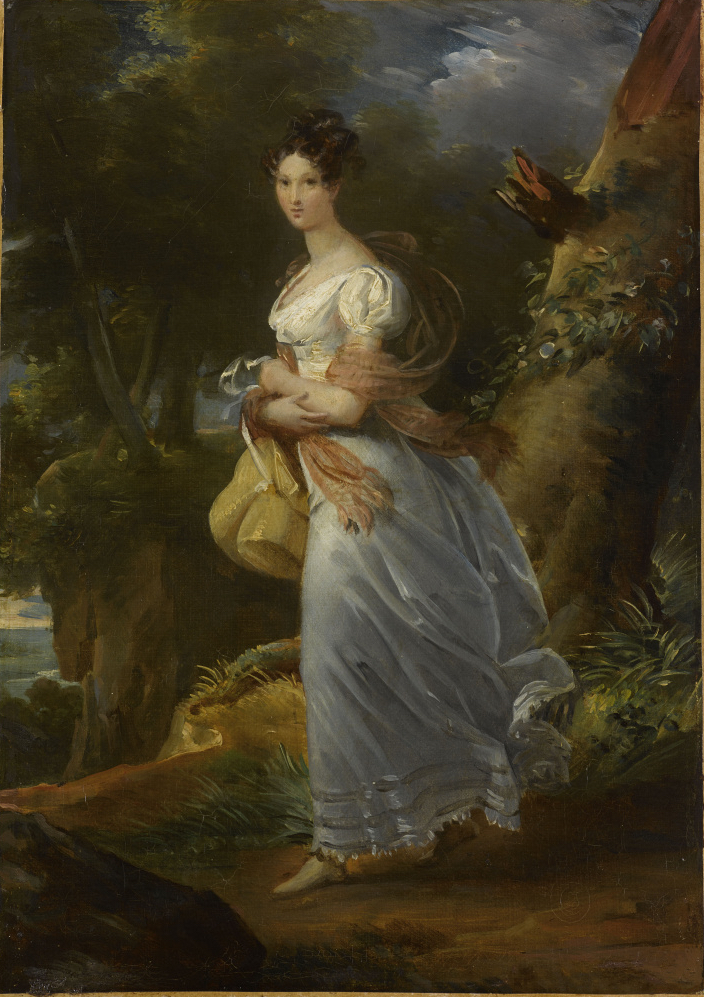
Marie-Thérèse Sabatier de Cabre, comtesse de Laborde.

Alexandre de Laborde avait épousé le 12 mai 1805, à Méréville, Thérèse Sabatier de Cabre (1780-1854), fille d'Honoré Sabatier de Cabre, ancien ambassadeur de Louis XVI et jeune veuve du marquis Ferdinand de Saint-Gillier. Ils eurent cinq enfants, dont quatre atteignirent l'âge adulte :
- Charlotte Marie Valentine Joséphine de Laborde (1806-1894), qui épousa Gabriel Delessert (1786-1858) ;
- Léon de Laborde (1807-1869), député sous la monarchie de Juillet et sénateur du Second Empire ;
- Laetizia de Laborde (1809-1810)[27] ;
- Aline de Laborde (1811-1885), qui épousa Édouard Bocher (1811-1900) ;
- Mathilde de Laborde (1815-1904), qui épousa Édouard Odier (1800-1887).

## Œuvres
- Description d’un pavé en mosaïque découvert dans l’ancienne ville d’Italica, 1802, in-folio
- Lettres sur les sons harmoniques de la harpe, 1806, in-12
- Voyage pittoresque et historique en Espagne, Paris, 1807-1818, 4 vol. in-folio[28]
- Description des nouveaux jardins de la France et de ses anciens châteaux, Paris, 1808-1815, in-folio
- Discours sur la vie de la campagne et la composition des jardins
- Itinéraire descriptif de l'Espagne, Paris, 1809, 5 vol. in-8 et 1 atlas
- Des aristocraties représentatives, 1814
- De la représentation véritable de la communauté, 1815
- Rapport sur la méthode de Lancaster, 1816
- Projets d’embellissement de Paris, 1816, in-folio
- Quarante-huit heures de garde aux Tuileries, pendant les journées des 19 et 20 mars 1815. Par un grenadier de la Garde Nationale, 1816, in-4°
- Les monuments de la France, classés chronologiquement et considérés sous le rapport des faits historiques et de l'étude des arts, Paris, 1816-1836, in-folio
- De l’esprit d’association dans tous les intérêts de la communauté, 1818
- Plan d’éducation pour les enfants pauvres, 1819
- Voyage pittoresque en Autriche, avec un précis historique de la guerre entre la France et l'Autriche en 1809, Paris, 1821-1823, 3 vol. in-folio
- Aperçu de la situation financière de l’Espagne, 1823
- Précis historique de la guerre entre la France et l’Autriche en 1809, 1823
- Collection de vases grecs expliquée, 1824-1828, 2 vol. in-folio
- Au roi et aux chambres, sur la question d’Alger, 1830
- Paris municipe ou tableaux de l'administration de la ville de Paris, Paris, 1833, in-8
- Voyage de l'Asie Mineure par MM. Alexandre de Laborde, Becker, Hall et Léon de Laborde ; rédigé et publié par Léon de Laborde, Paris, 1838
- Versailles ancien et moderne, 1839-1840, in-8

Alexandre de Laborde a également collaboré à L'Univers pittoresque (Espagne et Portugal), au Livre des Cent-Un, à la Revue des deux Mondes, à la Revue de Paris, au Journal des connaissances utiles, à la Revue encyclopédique, etc.

## Distinctions
- Commandeur de l'ordre royal de la Légion d'honneur : 7 janvier 1832 ;
- Commandeur de l'ordre de Saint-Etienne de Hongrie.

## Hommages
- Alexandre de Laborde a donné son nom à la rue de Laborde, dans le 8e arrondissement de Paris.

## Iconographie
- Portrait par Ary Scheffer.